# Федоров Павло Іванович
Павло́ Іва́нович Фе́доров (1791—1855) — генерал від інфантерії, Миколаївський, Севастопольський і Бесарабський військовий губернатор, сенатор.

## Життєпис
Народився 15 січня 1791 р. Після закінчення курсу наук в 2-му кадетському корпусі, Федоров, в сімнадцять років, вступив 14 січня 1808 року прапорщиком у Старооскольський піхотний полк і в тому ж році виступив зі своїм полком в похід у Туреччину, де залишався на театрі війни до 30 серпня 1812 р., перебуваючи, між іншим, в 1809 р. на флотилії в Сулинських гирла і в десанті при фортеці Ізмаїл.
У Франко-російську війну 1812 року брав участь у всіх найголовніших справах російської армії. У Закордонному поході в межах Польщі, Австрії і Німеччини Федоров, 27 квітня 1813 р. при переправі через Ельбу, був сильно контужений в шию, під правим вухом і втратив слух у цьому вусі; 8 та 9 травня того ж року бився під містом Бауценом, 10 і 11 серпня брав участь при розбитті корпусу під керівництвом маршала Нея при містечку Гольдберг, причому на другий день поранений кулею навиліт в лівий бік, 5 і 6 жовтня того ж року був у генеральній битві під Лейпцігом і винесений з поля битви, поранений двома кулями. За виявлену у всіх цих битвах хоробрість нагороджений орденом св. Володимира 4-го ступеня і чином майора.
Для лікування тяжких ран залишався до 1817 р. в різних німецьких шпиталях, а потім лікувався до 1819 р. на Кавказьких мінеральних водах. Звільнений через хвороби від військової служби, Федоров був призначений 29 вересня 1820 року поліцмейстером у місті Миколаєві Херсонської губернії (у 1826 році підвищений до полковника), і, займаючи цю посаду, був в 1829 р. членом комітету, заснованого для вирішення справ по Чорноморському департаменту; в тому ж році призначений обер-штер-крігс-комісаром цього департаменту, а в 1833 р. підвищений до генерал-майора, з призначенням комендантом міста Миколаєва.
З 23 червня 1834 року працював на посаді Миколаївського та Севастопольського військового губернатора, 28 серпня того ж року призначений Бессарабським цивільним губернатором, завідуючи разом з тим, з 29 листопада 1835 р., Ізмаїльським градоначальством; в 1836 р. призначений Бесарабським військовим губернатором. За відсутності Новоросійського і Бесарабського генерал-губернатора чотири рази тимчасово виконував його обов'язки (з 18 вересня 1838 по 14 жовтня 1839 р., з 22 липня по 22 вересня 1840 р., з 3 липня 1843 по 26 жовтня 1844 р. і, нарешті, в 1844 р.).
В 1852 р. підвищений в генерали від інфантерії, Федоров 29 травня 1854 р. був звільнений з посади Бесарабського військового губернатора, з Найвищим велінням бути присутнім в Сенаті і із залишенням при армії; в сенаті Федоров засідав до 1855 р. в 1-му відділенні 6-го департаменту.
Федоров помер в Москві 30 липня 1855 р., похований на кладовищі Новодівочого монастиря.

## Нагороди
- Орден Св. Володимира 2-го ступеня (1839)
- Орден Білого Орла (1844)
- Орден Залізної Корони 1-го ступеня
- Орден Св. Георгія 4-го ступеня (1840)